# Salah Larbès
Salah Larbès (Tixeiraine, 16 settembre 1952 – Tizi Ouzou, 26 febbraio 2024) è stato un calciatore algerino, di ruolo attaccante.

## Carriera
Con la Nazionale algerina prese parte ai Mondiali 1982 disputandovi 2 partite.